# Charles Philippe Hippolyte de Thierry

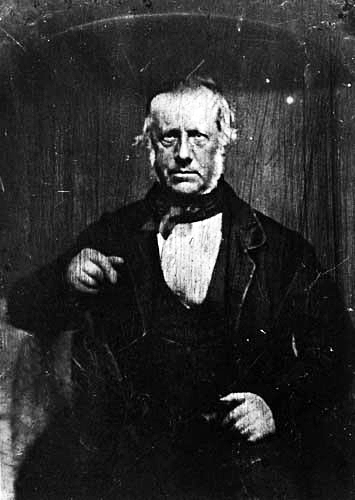
Charles Philippe Hippolyte de Thierry

Baron Charles Philippe Hippolyte de Thierry (* April 1793 in Grave, Nordbrabant, Niederlande; † 8. Juli 1864 in Auckland, Neuseeland) war Kolonialist und mit seinem Bemühen, König von Neuseeland zu werden, eine der schillerndsten Figuren in der Besiedlungsgeschichte der Inseln.

## Leben

### Frühe Jahre
Charles Philippe Hippolyte de Thierry gab an, im April 1793 in Grave, welches damals zu der Republik der Sieben Vereinigten Provinzen gehörte, geboren worden zu sein. Eine Quelle nennt den 23. des Monats als sein Geburtsdatum. Er war nach seiner einzigen Schwester Caroline das zweite Kind der Familie und erstgeborener Sohn unter insgesamt sechs Kindern.
Seine Eltern, Charles Antoine de Thierry, ein französischer Geschäftsmann, und dessen Frau, Marie Louise Pierrette de Laville, flüchteten vor der französischen Revolution und machten Station in Grave, bevor sie im November 1794 nach England gingen. Charles Philippes Vater nahm dort den Titel Baron an, den die nachfolgenden Generationen der Familie von nun an tragen sollten. Bei einem Besuch der Familie in Edinburgh wurde Charles Philippe zum Patensohn des im britischen Exil lebenden und späteren letzten Königs von Frankreich Charles X Philippe.

### Erste Betätigungen
1814 nahm Charles Philippe Thierry als Sekretär des portugiesischen Marquês de Marialva am Wiener Kongress teil, diente für eine kurze Zeit bei den britischen 23rd Light Dragoons, gefolgt von einer kurzen Aktivität als Attaché der französischen Botschaft in London im Jahre 1816.
1819 begann er mit nunmehr 26 Jahren ein Theologiestudium am Magdalen College in Oxford und heiratete im Mai des Jahres Emily Rudge aus Gloucester, mit der er eine Tochter und vier Söhne zeugte. 1820 wechselte er nach eigenen Angaben zu einem College in Cambridge, wo er den Māori-Chief Hongi Hika und den Missionar der Church Mission Society Thomas Kendall getroffen haben will.

### Die Idee, König von Neuseeland zu werden

Gedenktafel (auf Betonquader) an den ehemaligen (1837) Wohnort von Charles de Thierryin in Hokianga Harbour (Errichtet durch den New Zealand Historic Places Trust)

Thierry arrangierte über Thomas Kendall den Kauf von 40.000 Acres Land am Hokianga Harbour mit den Ambitionen, eine Kolonie in Neuseeland zu gründen. Nachdem der Kauf 1822 ausgeführt wurde und er keine Unterstützung von der britischen Regierung erhielt, wandte er sich 1824 an die niederländische Regierung mit dem Vorschlag, Neuseeland zu annektieren und ihn im Gegenzug als Vizekönig einzusetzen. Während sein Vorschlag geprüft und in Betracht gezogen wurde, steckte man ihn in London wegen Schulden ins Gefängnis.
1825 ging Thierry nach Paris, um der französischen Regierung sein Land in Hokianga als Kolonie anzubieten und ihn dafür als Gouverneur der Kolonie einzusetzen. Er berief sich dabei darauf, dass die Māori-Chiefs ihn zum Souverän der Insel auserwählt hatten. Nachdem der französische Seefahrer und Polarforscher Jules Dumont d’Urville auf seiner Expeditionsreise von 1826 bis 1829 festgestellt hatte, dass Thierrys Angaben auf keiner realen Grundlage basierten, war für ihn auch dieses Tor verschlossen. Dazu kam, dass er wegen eines Geschäftsbankrotts in Paris 1826 nach England floh, um so seinen Gläubigern zu entkommen.
1827 verließ Thierry England und ging nach Amerika; 1832 reiste er nach Brasilien, dann zu den Karibischen Inseln, 1834 nach Panama und 1835 nach Tahiti, wo er sich selbst zum König von Nuku Hiva, einer der Marquesas-Inseln, ausrief und sich eine Privatarmee leistete. Überall auf seinen Reisen warb er für die Idee der Kolonie Neuseeland, in der er gerne Herrscher werden wollte.
Auf Tahiti begegnete er schließlich Robert FitzRoy, dem späteren Gouverneur von Neuseeland, der ihn als Hochstapler bezeichnete und umgehend James Busby und die Missionare in Neuseeland über das Vorhaben von Thierry alarmierte.
Im Juli 1837 segelte Thierry nach Sydney, New South Wales, rekrutierte Kolonialisten, sammelte Geld und erreichte am 4. November 1837 Hokianga. Dort angekommen, wurde der Kauf seiner 40.000 Acres Land geleugnet, man bot ihm aber 800 Acres Land in Hokianga unter der Voraussetzung an, seine höheren Ziele für Neuseeland aufzugeben. Seine Kolonialisten entzogen ihm folglich die Unterstützung und Thierry willigte schließlich ein und gab sich mit weniger Land zufrieden. Obwohl er geschäftlich nicht erfolgreich war, sandte er Botschaften über seine erfolgreiche Arbeit nach Frankreich, um doch noch Unterstützung für seine Kolonie zu bekommen. Mit der Unterzeichnung des Treaty of Waitangi zwischen der britischen Regierung und den Māori-Chiefs am 6. Februar 1840 war sein Traum dann endgültig geplatzt.

### Spätere Jahre
Während der Neuseelandkriege von 1845 bis 1846 zog er nach Auckland, wo er in armen Verhältnissen bis 1850 lebte. Anschließend suchte er sein Glück in den Goldfeldern von Kalifornien, blieb aber ohne Erfolg. Im Dezember 1851 bekam er eine Anstellung im französischen Konsulat in Honolulu, wo er zwei Jahre arbeitete.
Im Mai 1853 kehrte Thierry nach Auckland zurück und verdiente sich seinen Lebensunterhalt als Musiklehrer und mit dem Stimmen von Pianos. Er befreundete sich mit dem Bischof Jean Baptiste Pompallier und dem Gouverneur George Edward Grey und schrieb zwischen 1854 und 1857 mit finanzieller Unterstützung durch Gouverneur Grey seine Autobiografie, in der er sich selbst als idealistischen Pionier der Kolonisierung Neuseelands bezeichnete und als missverstanden interpretierte. In den folgenden Jahren experimentierte er mit der Verarbeitung von Flachs und der Herstellung von Pappe und wurde um 1860 sogar etwas erfolgreicher.
Charles Philippe Hippolyte de Thierry starb plötzlich und unerwartet am 8. Juli 1864 im Alter von 71 Jahren in Auckland, wo er auch beerdigt wurde.